# Alpkäse
Alpkäse is een harde kaas die qua smaak en textuur lijkt op Bergkäse. 
Het verschil tussen deze kazen ligt in de periode en plaats van productie. Bergkäse wordt het hele jaar door geproduceerd, dus ook ’s winters, wanneer de dieren in de stallen zijn en met hooi worden gevoederd. Alpkäse daarentegen wordt alleen in de zomer tussen mei en september op hooggelegen bergweides (Almen of Alpen) geproduceerd, waarbij de dieren Alpiene kruiden grazen. Alpkäse is dus een seizoensgebonden product. Wat de plaats van productie betreft, wordt Bergkäse vanaf een hoogte van 600m (Bergzone ≈ middelgebergte) vervaardigd, terwijl Alpkäse vanaf 1500m (Sömmerungsgebiet ≈ hooggebergte) wordt gemaakt.
Een kaas mag de naam „Alpkäse“ uitsluitend dragen als de melkproductie èn de verkazing op een Alm, dus in het hooggebergte, hebben plaatsgevonden. In 2007 werd een Zwitserse zuivelcoöperatie aangeklaagd omdat ze enkele tonnen Bergkäse in plaats van Alpkäse had geleverd.
Voor de productie wordt koeien-, geiten- en schapenmelk gebruikt. Van oudsher wordt de rauwe melk rechtstreeks op de boerderijen verder verwerkt. Dit bevordert een duurzame vervaardiging. Verder wordt bij de productie op een omzichtig beheer van de bodem gelet om Alpiene kruiden en grassen te beschermen. 

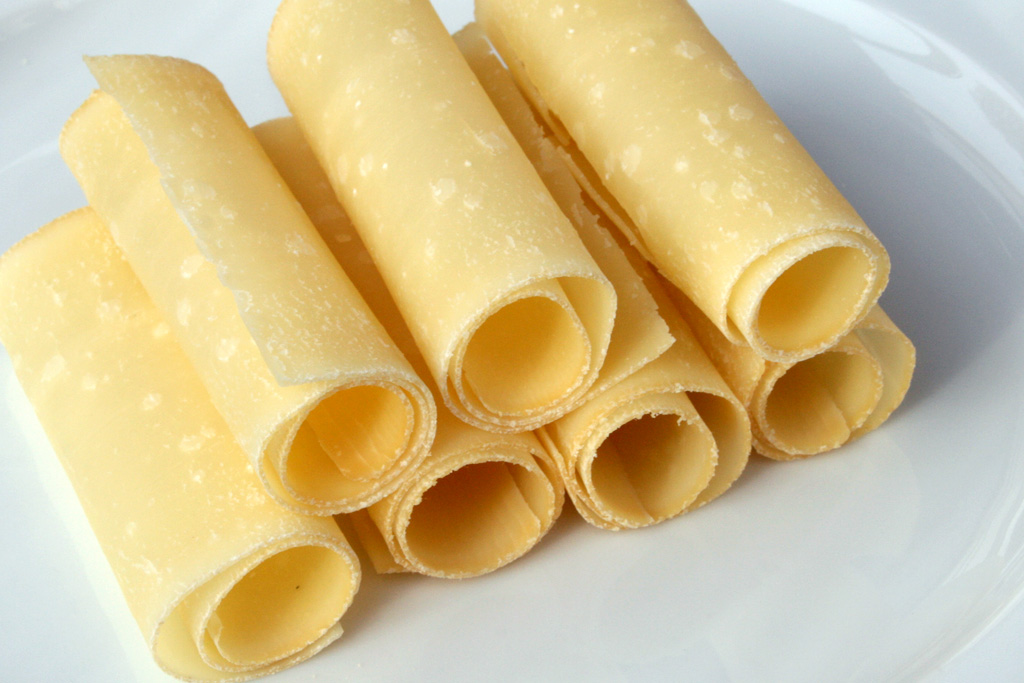
Berner Hobelkäse

## Typische kazen
- Oostenrijk – Vorarlberger Alpkäse g.U. (zie onderaan)
- Zwitserland – Berner Alp- und Hobelkäse AOP
- Zwitserland – Tessiner Alpkäse AOP
- Zwitserland – Vacherin Fribourgeois d’alpage AOP
- Zwitserland – Le Gruyère d’alpage AOP
- Zwitserland – Glarner Alpkäse AOP

## Vorarlberger Alpkäse
Vorarlberger Alpkäse is een product uit de Alpiene streek in de Oostenrijkse deelstaat Vorarlberg. Deze kaas is een populair ingrediënt in de Vorarlbergse keuken. Alpkäse wordt bijvoorbeeld voor de traditionele gerechten Käsespätzle en Walser Käseknödel gebruikt. 

#### Eigenschappen
De minimale rijpingsduur van de Vorarlbergse Alpkäse bedraagt 3 tot 6 maanden. De kaas is ivoorkleurig en heeft op sommige plaatsen ogen ter grootte van een erwt. De korst is korrelachtig, gedroogd en geelbruin tot bruin van kleur. De Vorarlbergse Alpkäse bevat ten minste 45% vet in de droge stof. Zijn smaak is mild tot pittig; naarmate de kaas ouder wordt en langer rijpt, wordt hij pikanter. Het gewicht van een kaaswiel bedraagt tot 35 kg. 

#### Geschiedenis
Uit documenten blijkt dat de basis van het productieproces van de Vorarlbergse Alpkäse al tijdens de Dertigjarige Oorlog (1618–1648) toegepast werd (Süßsennen en Festsennen). De opkomst van de harde kaas heeft te maken met de ongunstige klimaatomstandigheden in de Alpen. De inwoners van de dalen moesten voedselvoorraden aanleggen om koude winters te doorstaan. Oorspronkelijk vervaardigde de Vorarlbergse bevolking vooral zure kaas. In de 17e eeuw toonden de Zwitsers hen de uitdagendere productie van de harde kaas die daarna de dominante positie in de Vorarlbergse kaasmakerij innam. In de 18e eeuw werd het grootste deel van de Alpmelk tot Alpkäse verwerkt. Sindsdien is de benaming “Vorarlberger Alpkäse” gebruikelijk. 
Heel belangrijk voor de Vorarlbergse kaasmakerij is de bergweidecultuur, oftewel transhumance. Dat betekent dat boeren naargelang van het seizoen hun vee naar plaatsen drijven waar voer verkrijgbaar is. Ze wisselen jaarlijks ongeveer drie keer van stallen wat een waardevolle voeding voor de koeien ten gevolge heeft.